# 上市町保健福祉総合センター
上市町保健福祉総合センター（かみいちまちほけんふくしそうごうセンター）は、富山県中新川郡上市町湯上野1176番地に所在する複合施設である。愛称は『つるぎふれあい館』。

## 概要
1998年（平成10年）7月28日竣工、8月1日にアルプスの湯がオープン。上市町内の各種健診・検診などの保健事業をはじめ、健康増進と福祉・介護、ボランティア活動など保健と福祉の総合施設となっている。

### 施設諸元
出典→
- アルプスの湯（後述）
- 福祉センター（58畳、毎週土曜日に演芸を公演）
- コミュニティプラザ（スポーツ施設。日替わりで各種健康づくり教室を開催）
- 世代間交流センター（33畳）
- 研修室（134畳）

### アルプスの湯
同施設内にある温泉施設。1996年（平成8年）10月に湧出した源泉を使用している。2002年時点ではナトリウム塩化物強塩泉（食塩泉）、湯温50.1℃。神経痛、筋肉痛、関節痛などに効能があった。2024年時点では『上市町湯上野温泉』および『上市町湯上野温泉2号井』より供給されており、いずれもアルカリ性単純温泉となっている。1号井は湧出量42.0L/分（動力揚水）、源泉の深さ1,501 m、泉温33.8 ℃、pH9.2、溶存物質193.9 mg/kg。2号井は湧出量35.0L/分（動力揚水）、源泉の深さ1,500 m、泉温37.1 ℃、pH8.9、溶存物質889.2mg/kg（いずれも2023年12月時点の数値）。
浴場は大浴場、寝湯、香湯、大岩の滝をイメージしたうたせ湯など7種類の風呂がある。大浴場からはヒバとタケが植えられた緑の庭園が眺望できる。
剱岳の麓で採取された岩を組んだ露天風呂（源泉掛け流し）には、源泉特有の濁り湯がそのまま使用されている。濁り湯の色は開業当初はコーヒー牛乳の様な乳褐色であったが、次第に茶色が濃くなり、2024年に能登半島地震が発生した直後から真っ黒に変色した。この現象について、公益財団法人中央温泉研究所の研究部長である滝沢英夫は「地震で地下水圧が変動し、温泉が湧き出る水脈が変動した可能性が高い」と説明している。
内湯は濾過されているため無色透明である。
施設内には、リクライニングルームやキッズルーム、食堂、有料の貸し部屋が完備されている。また、2階にある120畳の無料休憩広場からは剱岳や北アルプスの山々を眺望出来る。

## 開館時間・休館日
- 開館時間 - 10時00分 - 21時00分（入館は20時30分まで）[2]
- 休館日 - 月曜日（ただし祝祭日の場合は翌日）、12月31日、1月1日[2]

## アクセス
- E8北陸自動車道立山ICから5分、滑川ICから15分[2]。
- 富山地方鉄道本線上市駅から町営バスにて2分、バス停「保健福祉総合センター」下車[2]。